# Премия Самуэльсона
Премия Пола Самуэльсона (англ. Paul A. Samuelson Award) — экономическая премия, присуждаемая Институтом TIAA-CREF (США) ежегодно с 1996 г. за научно-исследовательские публикации, посвящённые финансовой проблематике. Премия получила имя нобелевского лауреата по экономике П. Самуэльсона.
Размер премии: $10 000. Кроме этого, вручается «малая премия», или т. н. «сертификат совершенства» (Certificate of Excellence) в размере $1000.
Среди лауреатов премии:
- 1996 — Р. Шиллер;
- 1999 — Дж. Джинакоплос, О. Митчелл и др.;
- 2000 — Н. Барберис;
- 2001 — Дж. Кохрэйн и К. Голлье;
- 2002 — Дж. Кэмпбелл и др.;
- 2003 — П. Даймонд;
- 2004 — Р. Даммон и др.;
- 2005 — Ш. Бенарци, Р. Талер и др.;
- 2006 — М. Агияр, Э. Херст;
- 2009 — Дж. Акерлоф и Р. Шиллер;
- 2010 — К. Рейнхарт и К. Рогофф.